# إميل هنري (لاسلطوي)

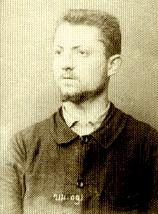
إميل هنري.

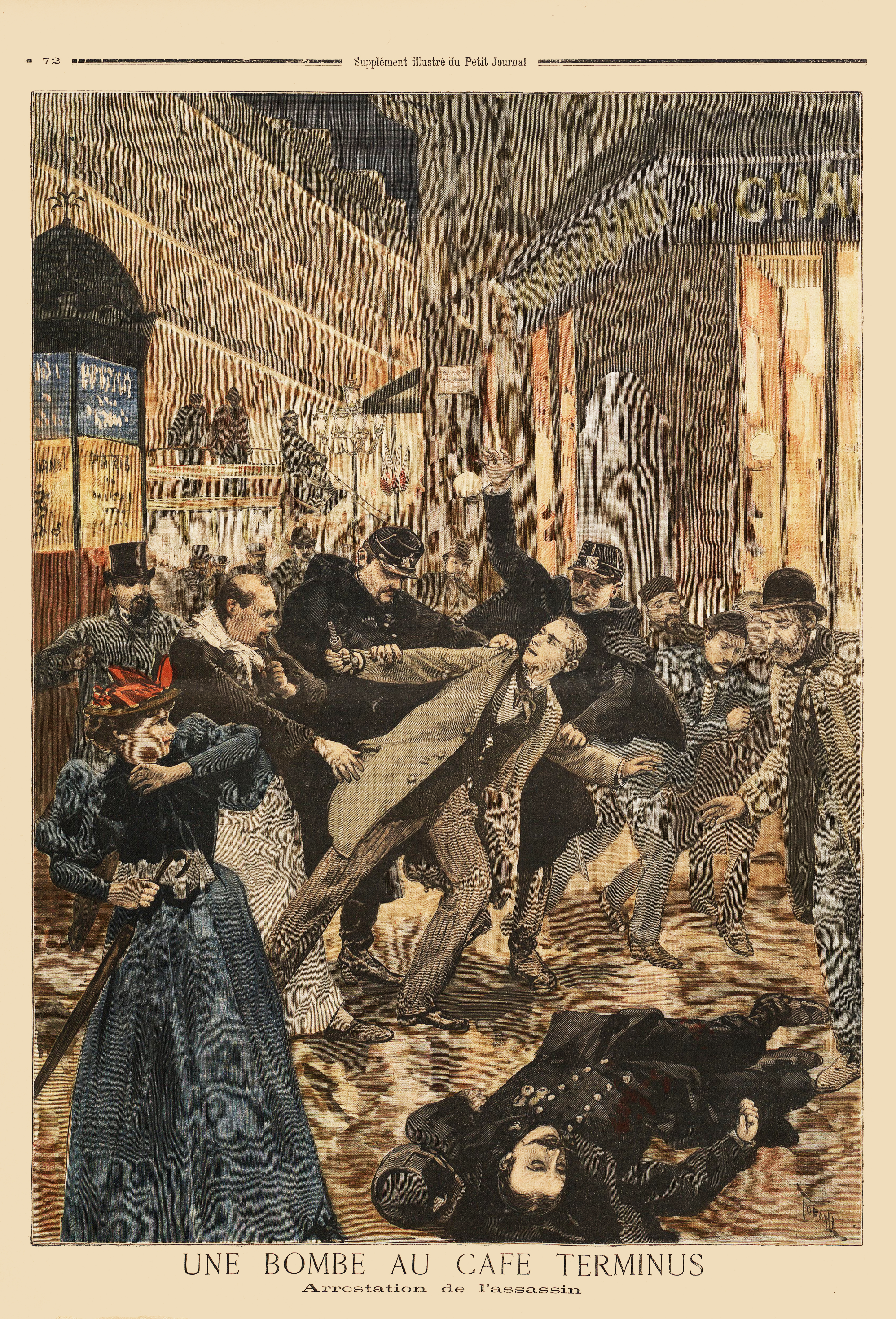
لحظة القبض على إميل هنري.

إميل هنري (بالفرنسية: Émile Henry)‏ (26 سبتمبر 1872 - 21 مايو 1894) كان لاسلطوي فرنسي ولقد فجر قنبلة يوم 12 فبراير 1894 في مقهى تيرمينوس في باريس غار سانت لازار مما أسفر عن مقتل شخص واحد واصابة عشرين آخرين.

## عن حياته
ولد إميل هنري في 26 سبتمبر 1872 في برشلونة.

## إعدامه
أعدم هنري بالمقصلة يوم 21 مايو 1894 في باريس في فرنسا. وكانت كلماته الأخيرة قبل الإعدام هي «الشجاعة والرفاق! اللاسلطوي يعيش طويلا!» .